# 大阪市立鶴見橋中学校
大阪市立鶴見橋中学校（おおさかしりつ つるみばしちゅうがっこう）は、大阪市西成区にある公立中学校である。西成区の北西部を校区とする。

## 沿革
大阪市立西成第一中学校（現・今宮中学校）、大阪市立西成第三中学校（現・成南中学校）の校区の一部を分離再編して、1948年に開校した。
その後1972年には校区の南部（梅南・松之宮・津守の3小学校区）を分離する形で大阪市立梅南中学校が設置されている。

### 年表
- 1948年4月1日 - 大阪市立西成第四中学校として開校。当初は大阪市立津守小学校内に仮校舎を置く。
- 1948年6月13日 - 現在地に移転。この日を創立記念日とする。
- 1949年5月1日 - 大阪市立鶴見橋中学校へ改称。
- 1968年 - 文部省および大阪市教育委員会から、同和教育研究校に指定される。
- 1972年 - 大阪市立梅南中学校を分離。

## 通学区域
- 大阪市立長橋小学校と大阪市立北津守小学校の通学区域。

## 交通
- 南海汐見橋線 津守駅 東へ約700m。
- JR大阪環状線・関西本線（大和路線）今宮駅 南西へ約1.3km。
- Osaka Metro四つ橋線 花園町駅 北西へ約1.4km。
- 南海高野線 萩ノ茶屋駅 西へ約1.6km。
- 大阪シティバス 出城3丁目バス停